# Gold Record
Gold Record è il settimo album in studio (il diciottesimo se si considerano anche quelli pubblicati con lo pseudonimo Smog) del musicista statunitense Bill Callahan, pubblicato nel 2020.

## Tracce
1. Pigeons – 5:25
2. Another Song – 3:15
3. 35 – 4:03
4. Protest Song – 3:58
5. The Mackenzies – 5:03
6. Let's Move to the Country – 3:19
7. Breakfast – 2:48
8. Cowboy – 4:35
9. Ry Cooder – 3:51
10. As I Wander – 3:56